# 北那不勒斯 (佛羅里達州)
北那不勒斯（英語：North Naples）是位於美國佛羅里達州科利爾縣的一個非建制地區。該地的面積和人口皆未知。

## 地理
北那不勒斯的座標為26°14′42″N 81°52′41″W / 26.24500°N 81.87806°W，而該地的平均海拔高度為27米（即91英尺）。